# Boris Bernaskoni
Boris Bernaskoni (Moscovo, 26 de fevereiro de 1977) é um arquiteto, engenheiro e editor russo, ganhador de diversos prêmios de arquitetura e participante de várias exposições de arquitetura. Ele é o fundador do bureau BERNASKONI. Boris Bernaskoni é membro fundador do Conselho do Conselho Urbano do Centro de Inovação Skolkovo, em Moscovo. Boris Bernaskoni alcançou o reconhecimento internacional em 2008 quando venceu uma competição internacional para o Museu de Perm de Arte Moderna que foi jurado por Peter Zumthor e teve participantes como Coop Himmelbau, Zaha Hadid e Assymptote. Seu projeto Matrex recebeu grande aclamação na 15ª Bienal de Arquitetura de Veneza em 2016. Em 2019, Bernaskoni participou de vários eventos no Fórum Econômico Mundial de Davos, incluindo uma palestra sobre arquitetura transformável nas cidades do futuro, no Fórum sobre Investimentos em Tecnologias Emergentes do fórum, e uma discussão sobre a digitalização urbana na Casa Russa.

## Antecedentes familiares
Bernaskoni é russo e nasceu em Moscovo, mas herda seu sobrenome de uma família de imigrantes suíços-italianos para a Rússia no final do século XVIII. A família Bernasconi de Lugano produziu muitos artistas barrocos e clássicos, estucadores e arquitetos que atuavam em toda a Europa. Os próprios ancestrais de Boris chegaram à Rússia para trabalhar nos palácios de São Petersburgo e seus arredores, e incluem figuras como Antonio e Giuseppe Bernasconi.

## Educação
Bernaskoni graduou-se em Arquitetura pela Academia de Arquitetura de Moscovo, do departamento de "Construção de Habitação e Design Social", sob a supervisão dos professores Belov, Khazanov e Pakhomov. Em 2000, Boris concluiu um curso de marketing de dois anos na Academia Plekhanov de Economia. Ele então se juntou a um curso de pós-graduação em Composição em Arquitetura na Academia de Arquitetura de Moscovo em 2000-2003.

## Trabalho pedagógico
Em 2001, liderou um seminário de “análise de sentido” para estudantes da Academia de Arquitetura de Moscovo. Desde 2003, ele é professor do Departamento de Planejamento Urbano da Academia de Arquitetura de Moscovo. Em 2004, liderou um seminário de projeto em Nova Iorque para estudantes da Academia de Arquitetura de Moscovo, convidados pela Harvard Design School.

## Carreira arquitetônica
Bernaskoni estabeleceu sua prática arquitetônica assim que se formou em 2000. Ele fundou uma agência interdisciplinar que trabalha na interseção entre arquitetura, comunicação e design industrial. A agência especializada na concepção e realização de vários objetos arquitetônicos: projetos urbanos, edifícios de escritórios e residenciais, exposições e museus, casas de campo e objetos industriais. Seu portfólio inclui muitos projetos significativos: o Matrex, o principal edifício público do Centro de Inovação Skolkovo; Hypercube, também em Skolkovo; masterplans para Preobrazhensky em Yaroslavl e e o complexo fabril “Outubro Vermelho” em Moscovo; New Holland Summer em São Petersburgo; as casas de campo Volgadacha e Mirror Mongayt; projetos competitivos para o Pavilhão da Rússia em Xangai, PERMMUSEUMXXI, o prédio residencial Tetris, reconstrução da Casa Central dos Artistas (CHA); as exposições OLEGKULIK e Kandinsky Prize; identidade e o interior do Centro de Imprensa do Governo da Rússia e do espaço de escritórios da BBDO em Moscovo; design industrial do veleiro nacional classe EM-KA.

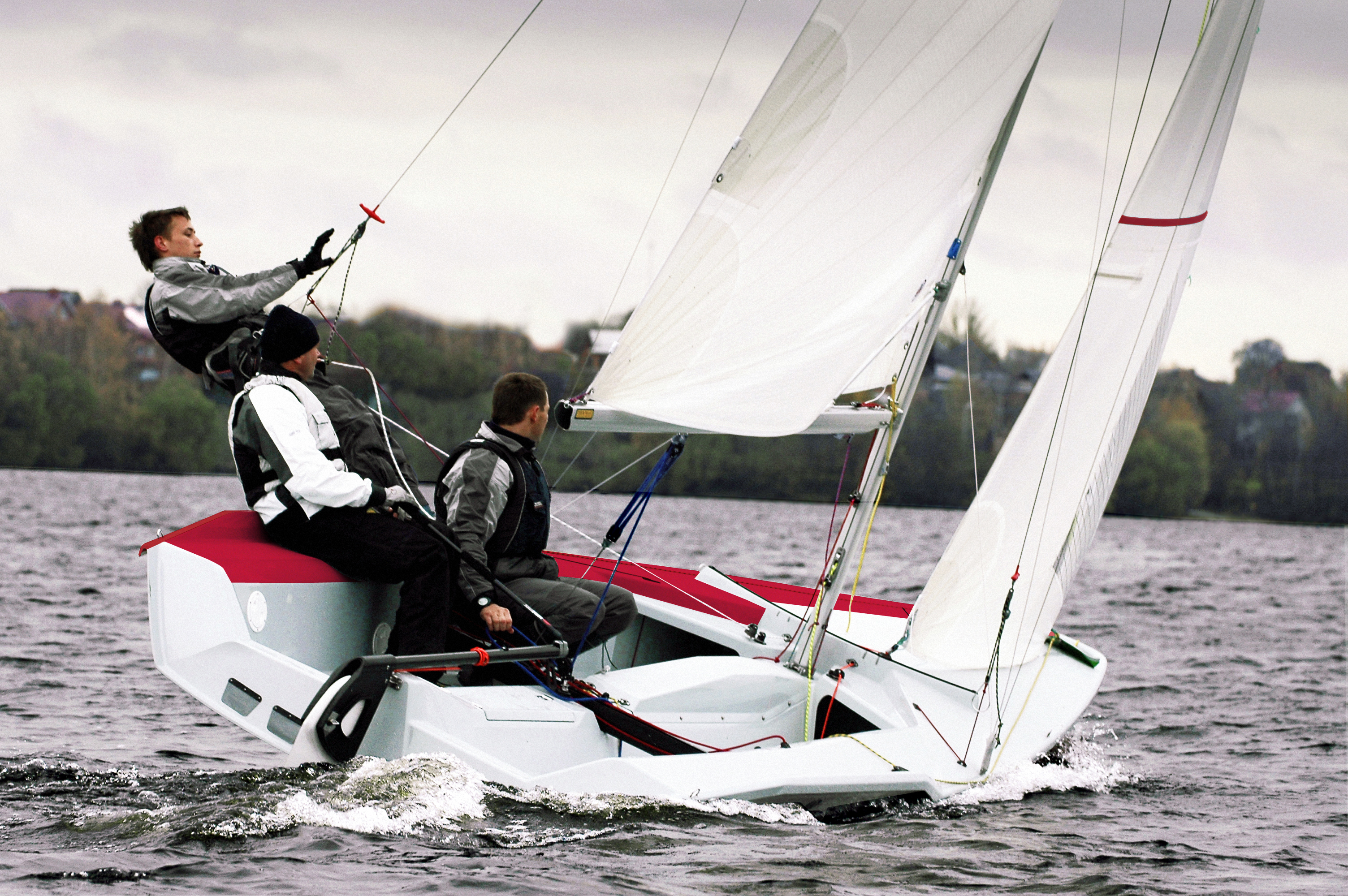
Veleiro EM KA-01

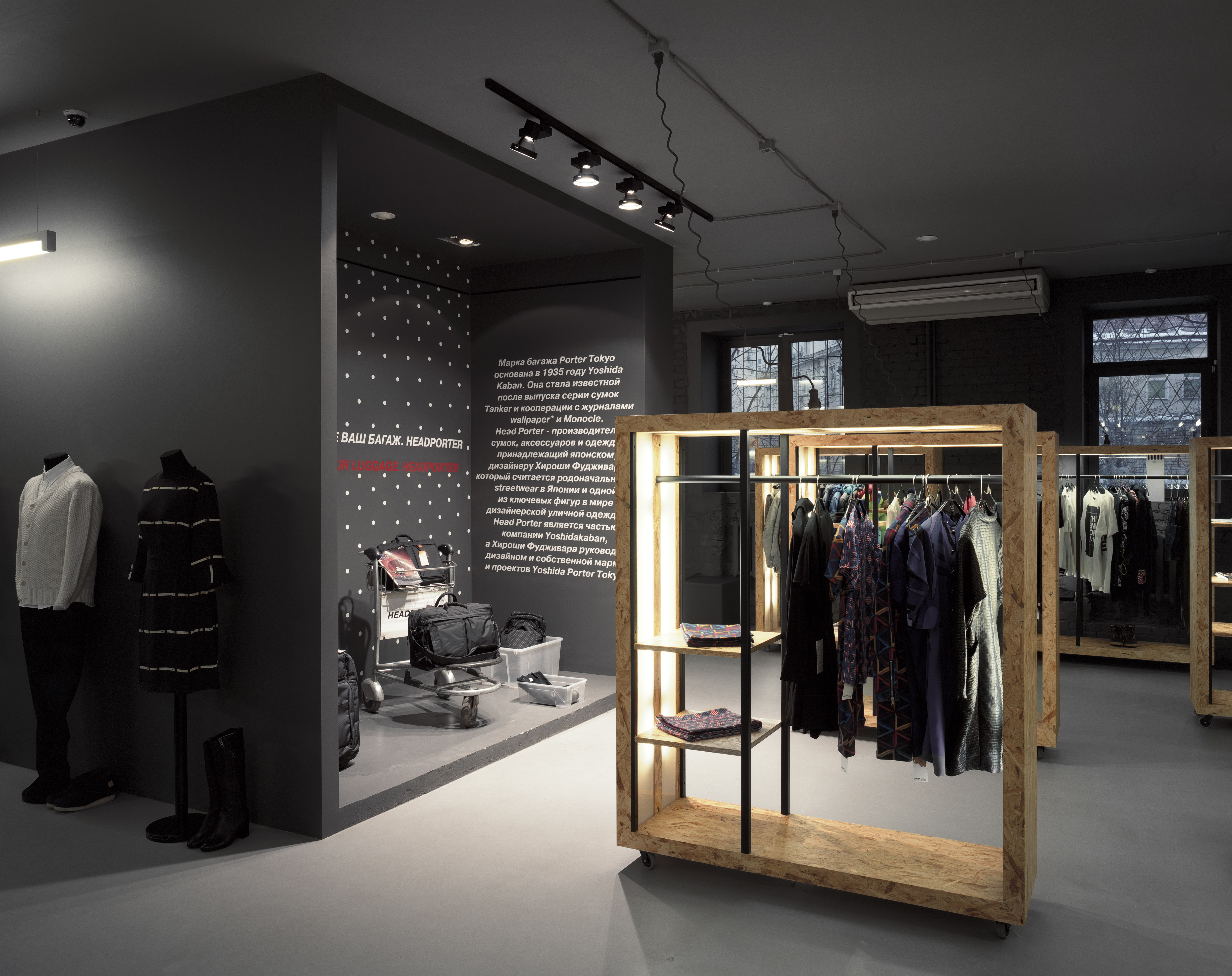
Loja de moda Magazinzing

### Projetos
- Memorial na Praça Lubyanskaya (Moscovo, 2000)
- Tetris torres vivas em Izmailovo (Moscovo, 2002)
- Pavilhão Immaterialbox (Moscovo, 2002)
- Prédio de escritórios da BBDO em Moscovo (2003)
- Mediacity, conversão de fábrica em novos estúdios de cinema (Moscovo, 2004)
- Grand Cru, casa de vinho (Moscovo, 2004)
- Krasny Oktyabr, conceito de desenvolvimento territorial (Moscovo, 2005)
- Centro de Imprensa do Governo da Rússia (2006)
- Exposição OLEGKULIK (Moscovo, 2007)
- Exposição do Prêmio Kandinsky (Moscovo em 2007, Londres em 2010)
- Loja de moda Magazinzing (2008)
- Veleiro EM-KA (2008)
- PERMMUSEUMXXI, competição internacional, primeiro prêmio (2008)
- Pavilhão Russo no Xangai EXPO-2010, competição nacional, primeiro prêmio (2008)
- Museu de Arquitetura, Arte e Design em Oslo, competição (2009)
- Ragout, interior de um bar café (Moscovo, 2010)
- Paparazzi, interior de um restaurante (Ecaterimburgo, 2010)
- Volgadacha, designer villa (2010)
- Hipercubo, edifício inovador (Skolkovo, 2010)
- New Holland Summer, masterplan (São Petersburgo, 2011)
- Masterplan de Preobrazhensky (Oblast de Yaroslavl, 2011)
- Espelho Mongayt, designer villa (2012)
- Arco (Nikola-Lenivets, Oblast de Kaluga, 2012)
- Centro Presidencial Boris Iéltsin (2015)
- Matrex (Skolkovo, 2017)

## Principais obras

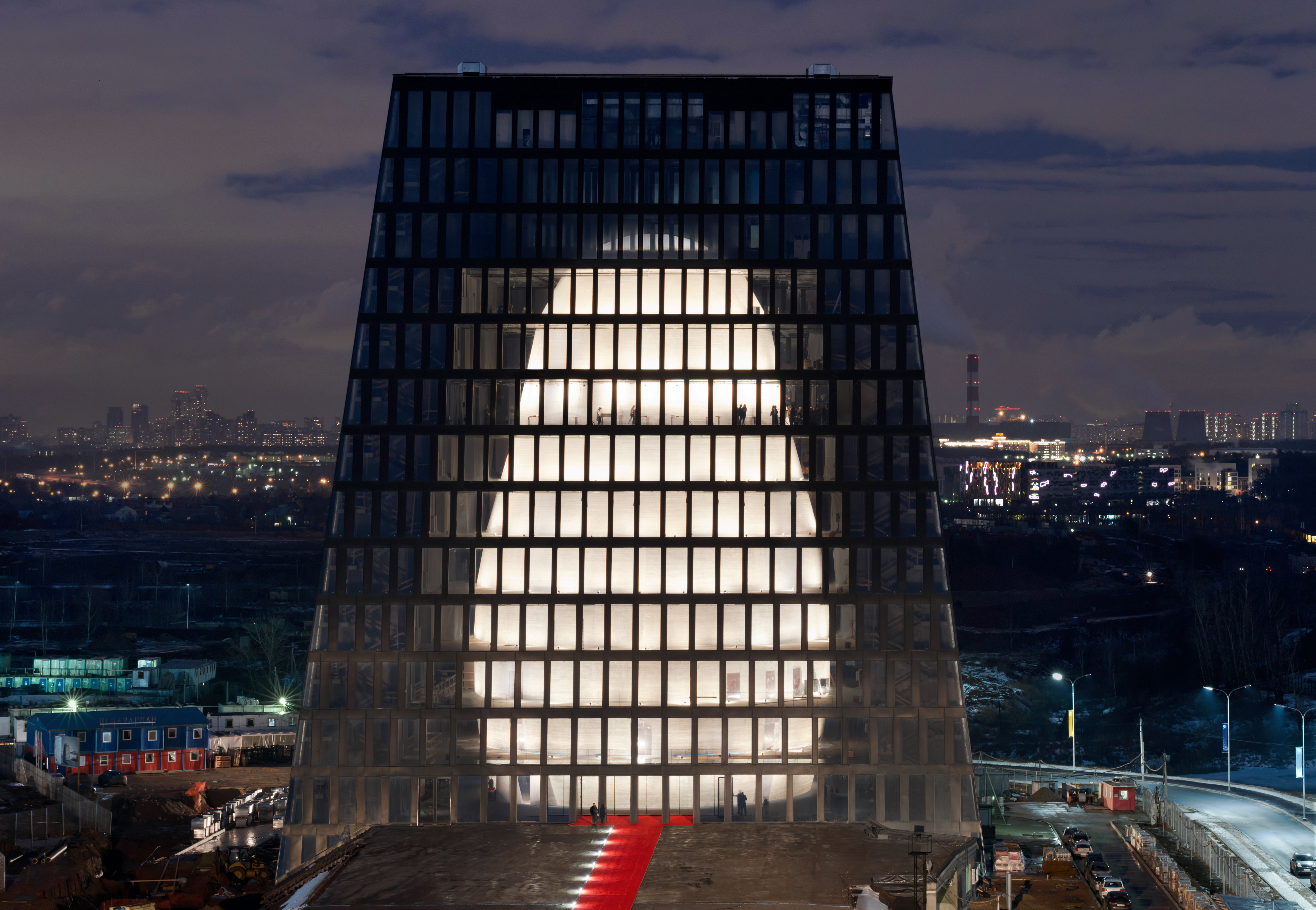
MATREX em Skolkovo

### MATREX
O Matrex foi construído no do Centro de Inovação Skolkovo em 2015, perto do Complexo Skoltech. Este projeto fornece uma base para o desenvolvimento de tecnologias informativas e de eficiência energética, com ênfase especial na transparência do espaço e do trabalho. O prédio de uso misto combina escritórios de classe A e de startups, apartamentos, um salão transformador, museu espiral (espiral de exposição) e um restaurante. A pirâmide truncada contém um espaço interno na forma de um matriosca gigante, ou boneca russa.

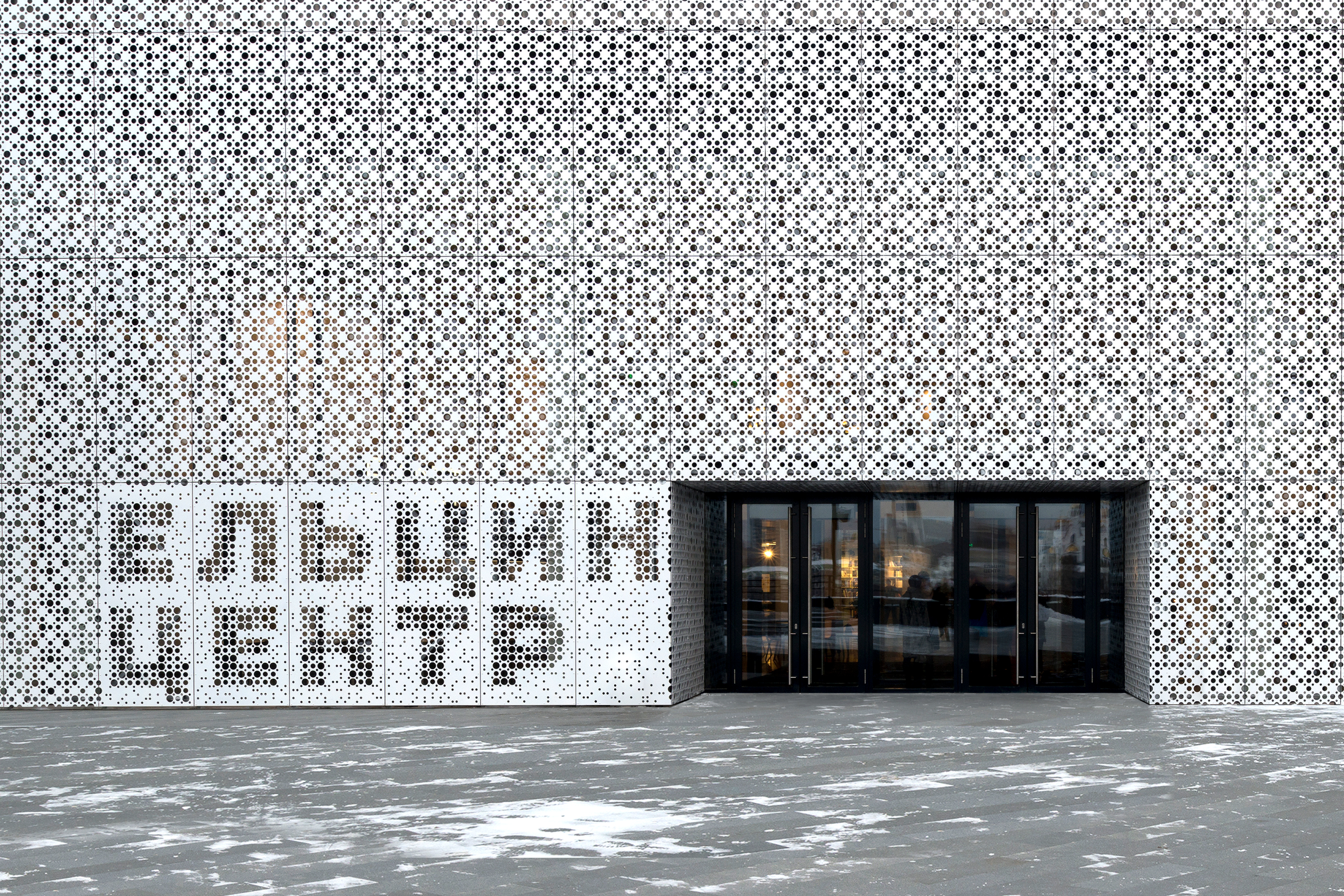
Centro Iéltsin, Ecaterimburgo

### Centro de Iéltsin
O Centro Yeltsin é o pimeiro centro presidencial na Rússia no modelo das bibliotecas presidenciais dos EUA. É uma instituição social, cultural e educacional construída na cidade de Ecaterimburgo, terra natal do presidente Boris Iéltsin. O centro contém um museu (Museu Europeu do Ano de 2016), galeria de arte, centro educacional, centro de documentários, livraria, café e outras instalações públicas. Devido à falta de sites vagos, Bernaskoni redesenhou um centro de negócios existente, ao qual ele adicionou um novo forma. Isto foi conseguido principalmente através de uma parede de cortina, cobrindo metade do prédio em uma folha de aço, perfurada com uma série de aberturas com simetria rotacional. O Centro é uma estrutura modesta e neutra que, no entanto, tem uma identidade visual e uma silhueta distintas de qualquer outro edifício em Ecaterimburgo, que o arquiteto caracterizou como sua “supergrafia urbana”.

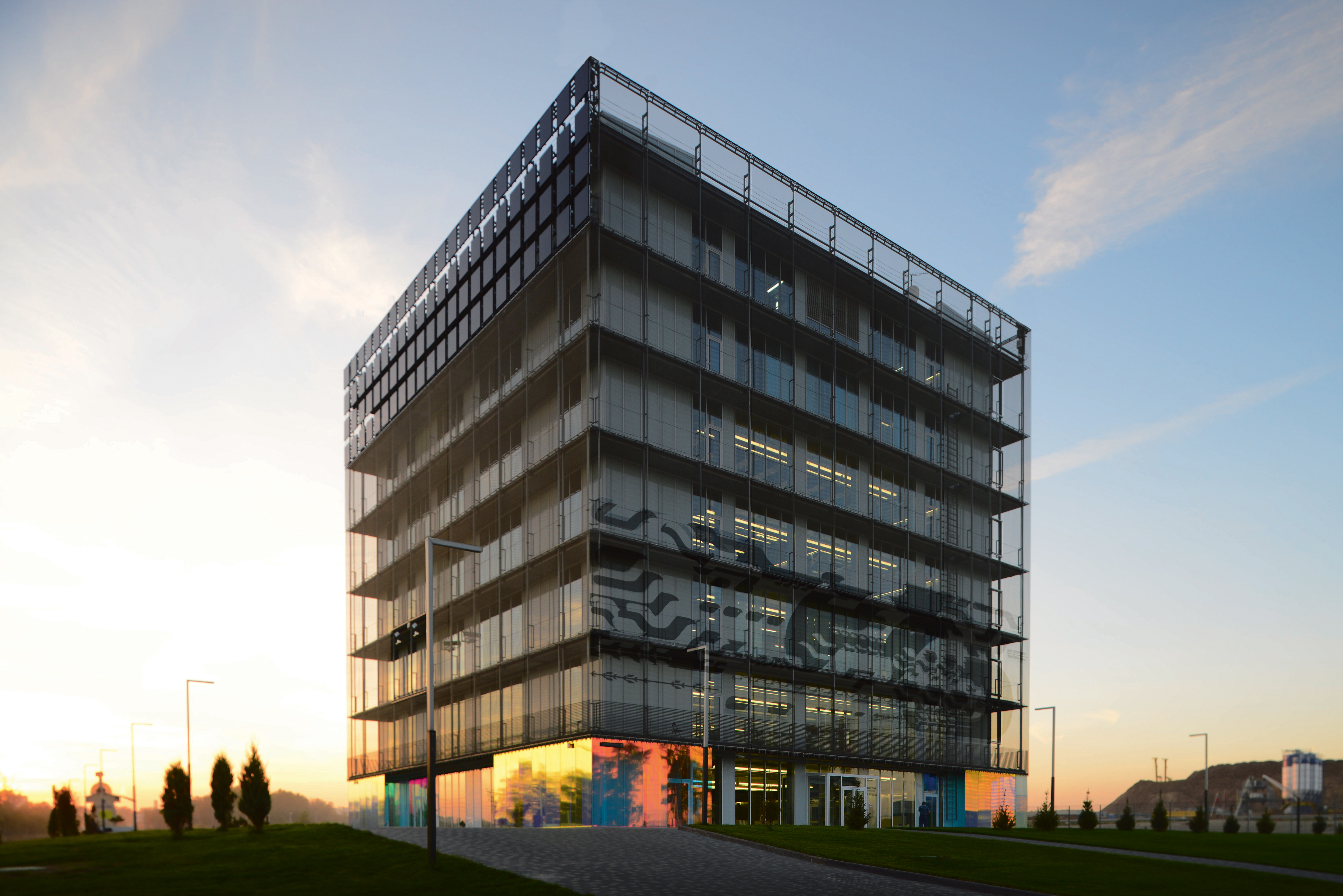
HYPERCUBE / Iliya Ivanov

### Hipercubo
O Hypercube é o primeiro edifício do Skolkovo Innovation Center. A decisão de erguer o Hypercube foi tomada pelo presidente russo Dmitry Medvedev em 2010. O edifício é uma plataforma de comunicação, combinando os papéis de espaço público e gerador de novas empresas iniciantes e parte de um campus universitário. O edifício tem seus próprios sistemas autônomos de energia e abastecimento de água. O Hypercube foi construído de acordo com o padrão verde "Liderança em Energia e Design Ambiental" (LEED v3).

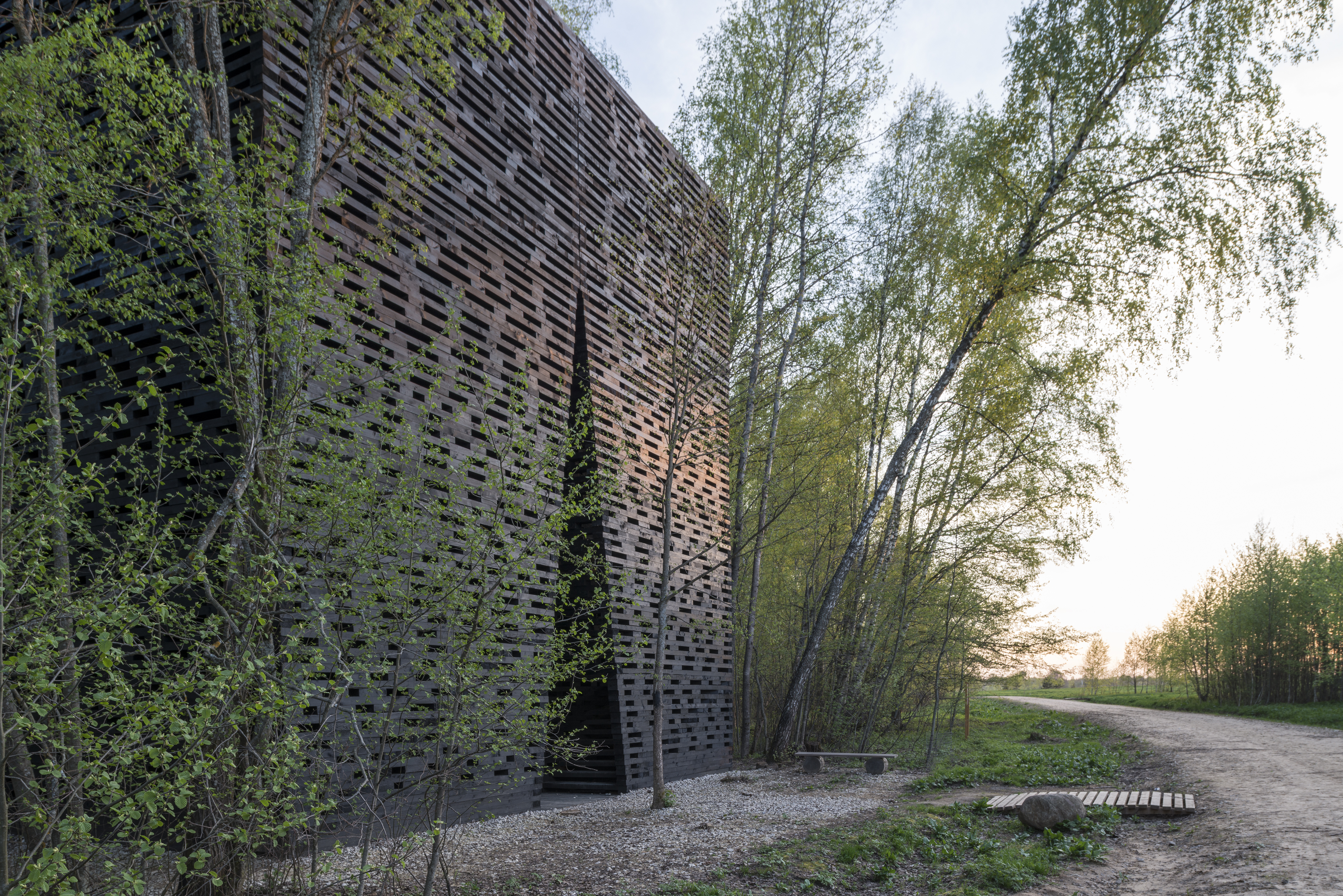
Arc

### Arco
O pavilhão Arc foi criado especialmente para o Archstoyanie, um festival de arquitetura realizado em Nikola-Lenivets, no oblast de Kaluga, Rússia. Arco fica na fronteira entre a floresta e o campo. Seus elementos de madeira são empilhados em cima uns dos outros com lacunas que formam salas e escadas que levam a um ponto de vista. O interior é transformado anualmente em uma instalação de arte.  Os materiais de que o Arc é feito devem ser reutilizados para construção útil ou combustível para fins de aquecimento.

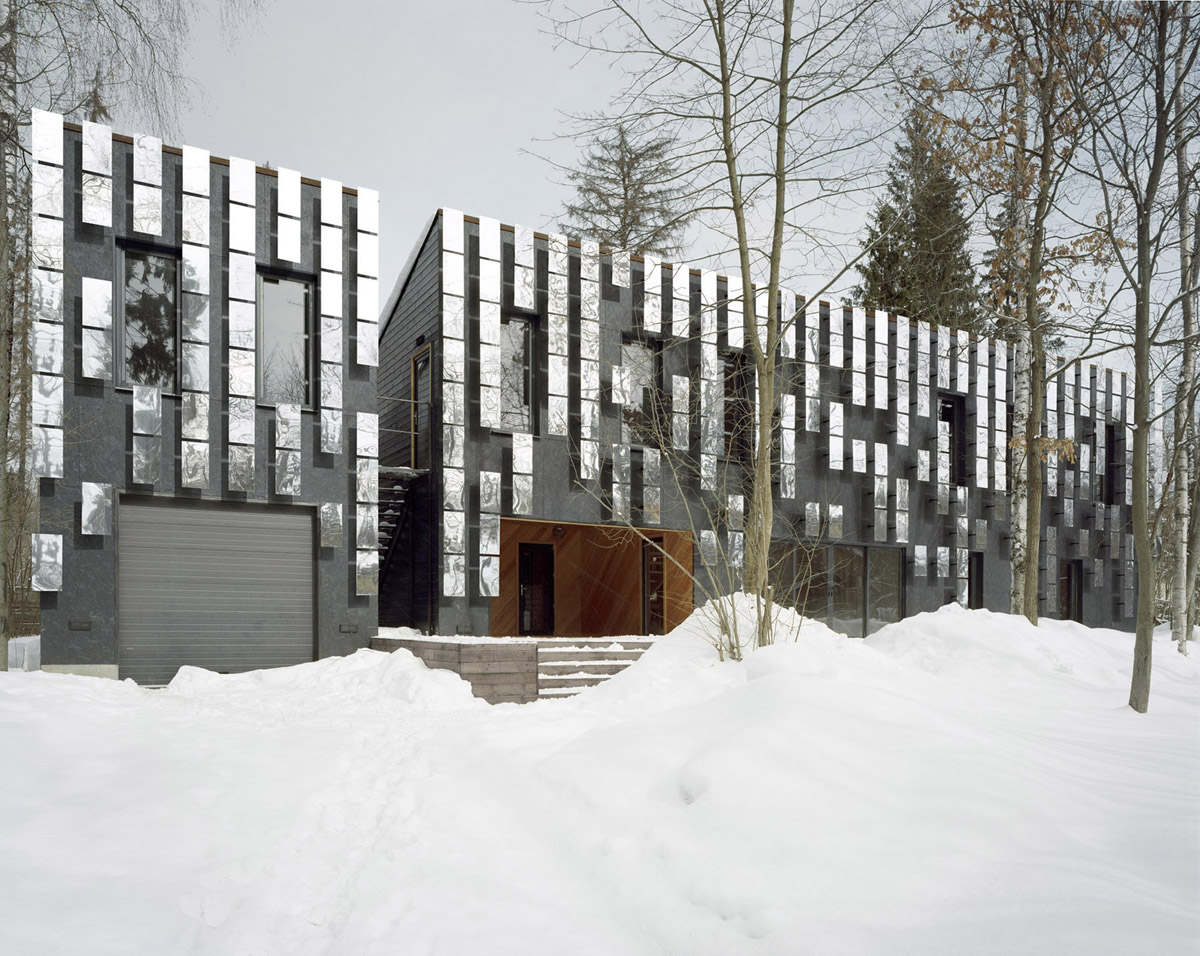
MIRROR MONGAYT

### Mirror mongayt
Bernaskoni resolve o problema de como construir uma casa de designer ecológica com um orçamento pequeno. A fachada frontal é projetada como uma estrutura temporária com painéis espelhados. Supõe-se que a fachada mudará a cada oito anos. No interior, o espaço é vasto, com tetos altos, espaços abertos e uma abundância de madeira nua.

## Livros

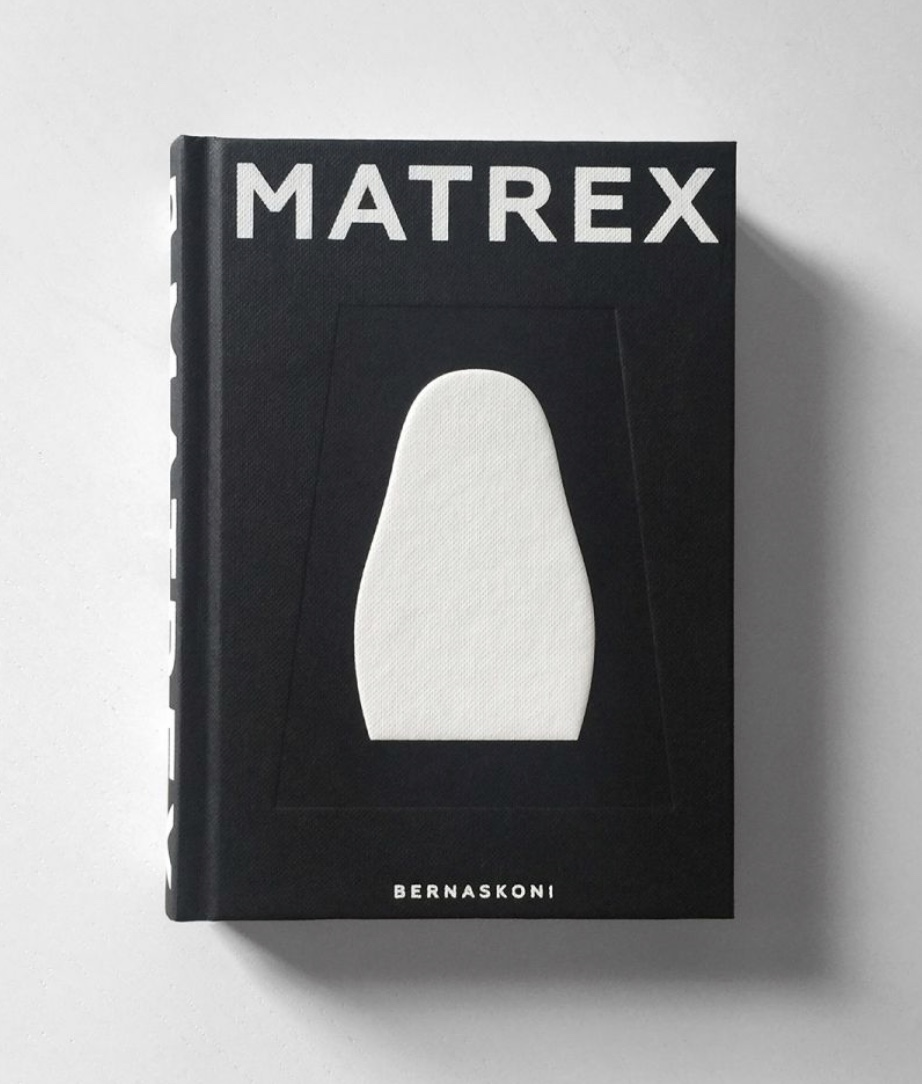
Livro MATREX

### MATREX, agosto de 2016
O livro faz parte integrante do projeto da exposição Matrex na Bienal de Arquitetura de Veneza. Ao traçar as histórias culturais não convencionais do Matryoshka e da Pirâmide, o livro descobre suas várias interconexões, com o núcleo da publicação cobrindo o conceito, a arquitetura e o programa do prédio Matrex no Skolkovo Innovation Center.

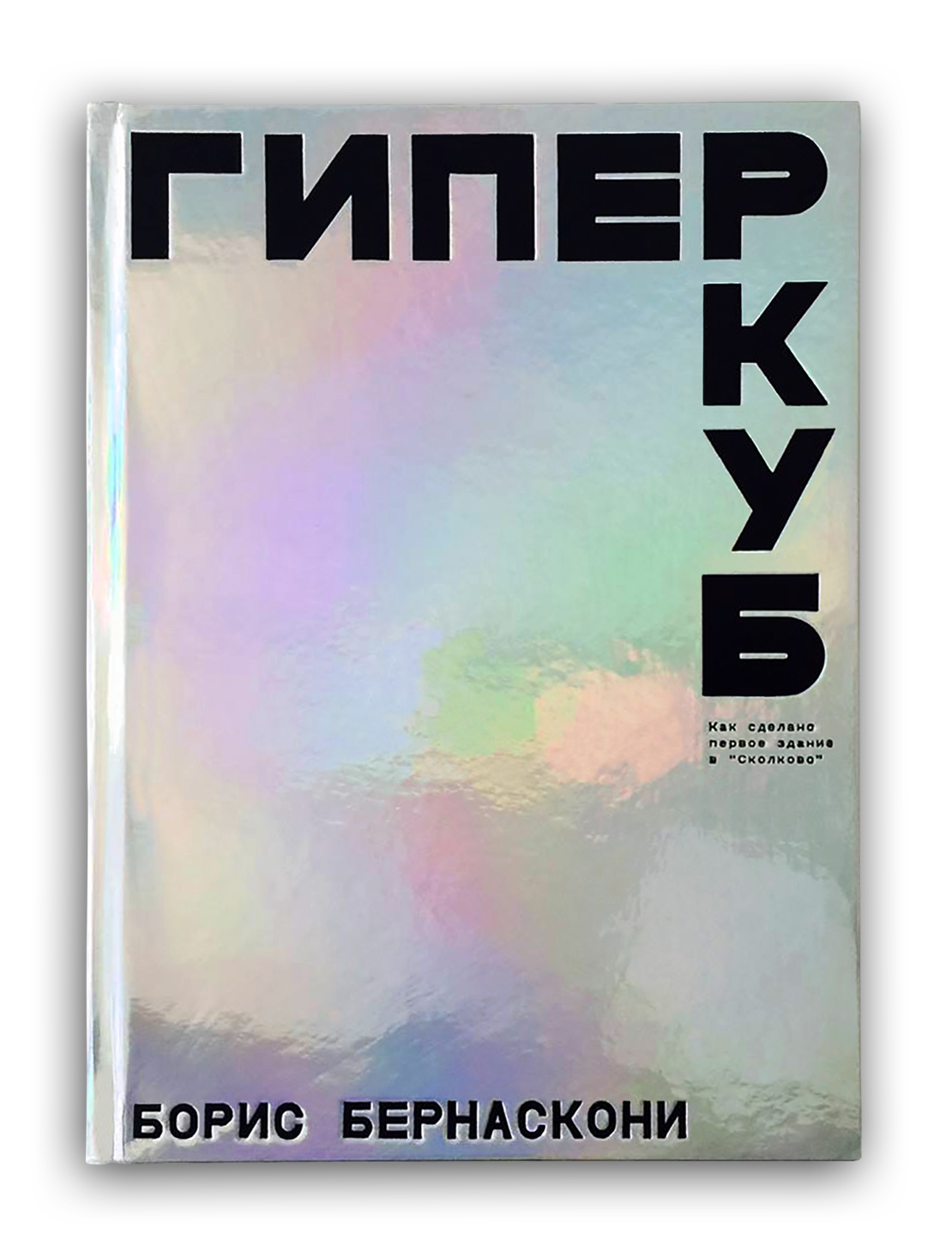
Livro HYPERCUBE

### Hypercube, maio de 2015
Este livro é sobre a ideologia, programa, tecnologias e estética do Hipercubo. O estudo incidirá sobre os materiais, soluções e tecnologias que permitem ao edifício responder aos desafios energéticos, ecológicos, sociais e econômicos globais.

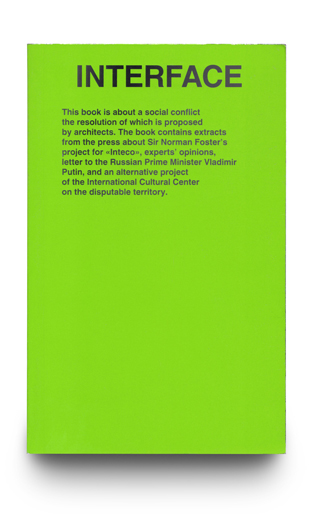
Livro INTERFACE

### Interface Antifoster, agosto de 2008
Este livro é sobre soluções de arquitetos para uma disputa social. O livro contém trechos de publicações sobre os projetos de Norman Foster para a empresa de desenvolvimento "Inteco", as opiniões de especialistas, cartas abertas ao primeiro-ministro russo Vladimir Putin e o arquiteto Norman Foster e um projeto alternativo para um Centro Internacional de Cultura no território disputado.

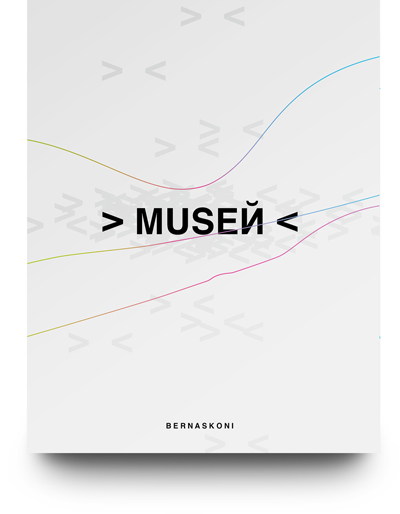
Livro MUSEЙ

### MUSEЙ, maio de 2008
O livro inclui exposições, espaços de exposição e museus projetados pelo escritório Bernaskoni em 2000-2008. Os projetos são organizados na seguinte ordem: de peças de exibição para um edifício, demonstrando assim a idéia de uma transformação gradual do espaço do museu de um objeto introvertido (Mensagem para Kazimir) em um ambiente espacial (PERMMUSEUMXXI). O livro cobre 12 projetos, cada um dos quais reflete um tratamento diferente da ideia de espaço do museu.

## Exposições
- 2001 - Pavilhão “Underconstruction” na Arch Moscow .
- 2001 - Novo projeto da bandeira russa na galeria privada em Moscovo.
- 2002 - Apresentação do projeto Matrex na Arch Moscow .
- 2002 - “Message to Kazimir” na Art Moscow.
- 2002 - Membro do Conselho de Especialistas da 7ª Exposição Internacional de Arquitetura e Design Arch Moscow.
- 2003 - Supervisor da 8ª Exposição Internacional de Arquitetura e Design Arch Moscow “PresentPerfect”.
- 2003 - Gabinete do Presidente, Prêmio de Inovação em Design, Moscovo
- 2003 - Vencedor do ano na Golden Section 2003.
- 2004 - Supervisor da 9ª Exposição Internacional de Arquitectura e Design Arch Moscow “Dead End”.
- 2006 - "Moscovo 4" na Academia Mendrisio, na Suíça.
- 2008 - 11ª Bienal de Arquitetura de Veneza. Bernaskoni usou seu espaço no pavilhão russo para fazer campanha contra os controversos planos de renovação de Norman Foster para a Casa Central de Artistas de Moscovo.
- 2011 - Hypercube Skolkovo, no Arch Moscow Exhibition.
- 2012 - Projeto "Identidade", na 3ª Bienal de Arquitetura de Moscovo.
- 2012 - 13ª Bienal de Arquitetura de Veneza.
- 2013 - Exposição “Black” de Nikolay Nasedkin, Museu de Arte Moderna de Moscovo, curador.
- 2014 - Matrex preview no Skolkovo Innovation Center, Moscovo, curador.
- 2016 - 15ª Bienal de Arquitetura de Veneza. Bernaskoni apresentou um modelo do edifício Matrex, combinando uma pirâmide com um espaço aberto em forma de Matriosca.

## Prêmios e reconhecimento
- 2010 - Projeto Volgadacha premiado como Melhor Design Russo de 2010.[10]
- 2011 - O projeto Volgadacha ganhou o Prêmio Archiwood pela categoria Country House.[11]
- 2012 - Hypercube ganhou o prêmio de ouro no Zodchestvo - 2012 Festival Internacional de Arquitetura e Design.[12]
- 2013 - O projeto Arc recebeu uma Menção Especial no Architizer A + Awards na categoria Parques Paisagísticos.
- 2014 - Hypercube selecionado como finalista no Architizer A + Awards na categoria Architecture + Technology.
- 2015 - O livro Hipercubo ganhou o prêmio de ouro no Concurso Nacional Russo de Design de Livros Zhar-Kniga.[13]Referências

1. ↑  «Aravena rounds up architecture's biggest names for Venice Biennale 2016». Dezeen (em inglês). 23 de fevereiro de 2016. Consultado em 16 de fevereiro de 2019
2. ↑  Lavrova, Evelina (10 de janeiro de 2019). «Emerging Technology Trends To Be Presented in Davos». Hacker Noon. Consultado em 16 de fevereiro de 2019
3. ↑  «Urban Digital Transformation: Prospects for Implementing AI in Managing Municipal Processes and Procedures – The Information and Analytical System of the Roscongress Foundation». roscongress.org. Consultado em 6 de março de 2019
4. ↑  www.bernaskoni.com http://www.bernaskoni.com/m/page.php?id=114. Consultado em 20 de fevereiro de 2019 Em falta ou vazio |título= (ajuda)
5. ↑  Antonov, V. (1990). «I Bernasconi a Pietroburgo». Bollettino Storico della Svizzera Italiana
6. ↑  «B E R N A S K O N I». Issuu (em inglês). Consultado em 20 de fevereiro de 2019
7. ↑  «Президентский центр Б.Н. Ельцина. Россия, Екатеринбург». Архи ру. Consultado em 20 de fevereiro de 2019
8. ↑  www.schoeck.com. «LEED standart». Consultado em 23 de outubro de 2015
9. ↑  «ARC / BERNASKONI». ArchDaily (em inglês). 5 de abril de 2014. Consultado em 20 de fevereiro de 2019
10. ↑  «[kAk).ru — портал о дизайне». web.archive.org. 16 de dezembro de 2015. Consultado em 20 de fevereiro de 2019
11. ↑  «Archiwood awards winners». www.archiwood.ru. Consultado em 23 de outubro de 2015. Arquivado do original em 20 de novembro de 2013
12. ↑  «Zodchestvo-2012 winners». zodchestvo.com. Consultado em 23 de outubro de 2015
13. ↑  «Hypercube - Zhar-Kniga». www.zharkniga.ru. Consultado em 23 de outubro de 2015